# Automatic Private IP Addressing
Automatic Private IP Addressing (APIPA) – metoda, która umożliwia komputerowi przypisanie sobie adresu IP wówczas, gdy serwer DHCP jest niedostępny lub nie istnieje w danej sieci. Metoda ta znacznie ułatwia konfigurowanie i obsługę niewielkiej, prostej sieci lokalnej (LAN, Local Area Network), w której jest używany protokół TCP/IP. Nazwa APIPA została wprowadzona przez firmę Microsoft dla określenia mechanizmu automatycznej konfiguracji adresu połączenia lokalnego (ang. link-local address autoconfiguration), który po raz pierwszy zaimplementowała w systemie operacyjnym Windows 98.   
Gdy w ustawieniach protokołu TCP/IP karty sieciowej wybrano opcję Uzyskaj adres IP automatycznie, APIPA przydziela adres IPv4 z puli 169.254.0.1 – 169.254.255.254, z domyślną maską 255.255.0.0. Zakres ten jest zarezerwowany na cel automatycznej konfiguracji adresu lokalnego przez IANA. Gdy serwer DHCP znów stanie się osiągalny w sieci LAN, APIPA automatycznie uzyska adres IPv4 z serwera, według zasad określonych przez ten serwer DHCP.